# General en Jefe José Laurencio Silva
General en Jefe José Laurencio Silva est l'unique paroisse civile de la municipalité de Tinaco dans l'État de Cojedes au Venezuela. Sa capitale est Tinaco, chef-lieu de la municipalité.

## Géographie

### Démographie
Hormis sa capitale Tinaco, la paroisse civile possède plusieurs localités toutes situées dans l'extrémité nord du territoire :
- Camoruco
- Caramacate
- El Taque
- El Topo
- Lomas del Viento
- Orupe
- Parapara
- Tinaco